# Traylor Howard
Pour les articles homonymes, voir Howard.
Traylor Howard, née le 14 juin 1966 à Orlando, Floride (États-Unis), est une actrice américaine.

## Biographie
Traylor Howard a deux frères (un plus jeune et un plus âgé) de qui elle pense tenir un côté garçon manqué. Elle tient son prénom du nom de jeune fille de sa mère. Elle s'est mariée à trois reprises. Elle s'est d'abord mariée avec l'acteur Cameron Hall le 2 février 1991. Ils ont divorcé le 12 mars 1993. Ensuite, elle a été mariée avec Christian Navarro du 26 avril 2003 jusqu'en 2006. Le 24 novembre 2006, elle a eu un fils. En 2011, elle s'est mariée avec Jarel Portman.
Elle vit à Los Angeles depuis une dizaine d'années[Quand ?]. C'est une sportive accomplie qui pratique le ski, le yoga, le tennis et la natation. Elle a suivi la Lake Highland Preparatory High School tout en apparaissant déjà dans une publicité pour un chewing-gum. Elle est diplômée de l'Université de l'État de Floride où elle a obtenu une licence en communication et publicité ainsi qu'un diplôme (minor) en anglais.
Au départ, elle ne souhaitait pas devenir actrice mais sa mère l'a fortement encouragée en ce sens. Résultat, elle est déjà apparue dans plus de 50 publicités aux États-Unis, sans compter les séries télévisées et les films. Ainsi, elle a commencé sa carrière télévisuelle sur la chaîne NBC dans une sitcom en 1996: Boston Common. Puis, en 1998, elle enchaîne avec une autre sitcom : Un toit pour trois (Two guys and a Girl). Parallèlement, elle apparaît aussi au cinéma dans des films tels que Dirty Work en 1998 ou dernièrement Le Fils du Mask, en 2005. En 2004, à la suite du départ de Bitty Schram, elle décroche le rôle de Natalie Teeger dans la série Monk.

## Filmographie

### Cinéma
- 1995 : Till the End of the Night de Larry Brand : Fran
- 1998 : Confessions of a Sexist Pig de Sandy Tung : Anne Henning
- 1998 : Sale boulot de Bob Saget : Kathy
- 2000 : Fous d'Irène des Frères Farrelly : Layla
- 2005 : Le Fils du Mask de Lawrence Guterman : Tania Avery
- 2023 : Monk, le retour : Natalie Teeger

### Télévision
- 1994 : Loïs et Clark - Saison 2 épisode 1 - Hôtesse d'accueil Dr Heller
- 1996 - 1998 : Boston Common - Joy Byrnes
- 1998 - 2001 : Un toit pour trois - Sharon Carter
- 2002 : À la Maison-Blanche - Saison 3, épisode 12 - Lisa Shureborn
- 2002 : Bram and Alice - Alice O'Connor
- 2002 : First Monday - Ashley Riverton (Saison 1 épisode 7)
- 2002 : Division d'élite - Sarah Franzen (Saison 2 épisode 13)
- 2005 - 2009 : Monk - Natalie Teeger
- 2010 : Nolan knows best (téléfilm) : Julie Nolan
- 2020 : Monk : Monk en quarantaine (Mr. Monk Shelters in Place) - Natalie Teeger (mini-épisode)

### Clip
- 2000 : Breakout : la petite amie de Dave Grohl